# We Meaning You Tour
El We Meaning You Tour fue la primera gira musical de la cantante australiana Sia de veinticinco días de duración por Norteamérica y Europa para promocionar su álbum We Are Born. Los conciertos entre abril y mayo de 2010 incluyeron una parada en el Roundhouse de Londres, que más tarde se lanzó como el concierto en directo. En la banda destaca Sam Dixon (bajo), Tim Vanderkuil (guitarra), Joe Kennedy (teclados) y Felix Bloxsom (batería).
El primer concierto en el Commodore Ballroom de Vancouver tuvo que acortarse debido a un golpe de calor, abandonando el escenario después de la interpretación de "Be Good to Me". La actuación de "I Go To Sleep" en Portland fue descrita como "movida, a fuego lento, lo que permitió hacer brillar la voz de Sia en todo su esplendor".
El repertorio incluía una selección de su nueva música del álbum lanzado en junio, como "Clap Your Hands" y otras canciones. También incluyó un cover de "Oh Father" y "I Go To Sleep". Una crítica del primer concierto en Europa remarcaba que "la actuación fue decididamente fantástica", mientras que la canción "Breathe Me" había sido utilizada en un anuncio de la compañía Nykredit. Otras críticas del concurrido concierto en Bruselas encontraba buen equilibrio en el repertorio y alababa la gimnasia vocal, mientras que surgieron problemas técnicos en el concierto de Utrecht.

## Repertorio
1. "The Fight"
2. "Buttons"
3. "Big Girl Little Girl"
4. "Little Black Sandals"
5. "Oh Father"
6. "You've Changed"
7. "Lentil"
8. "Never Gonna Leave Me"
9. "The Girl You Lost to Cocaine"
10. "I Go to Sleep"
11. "Cloud"
12. "Clap Your Hands"
13. "Breathe Me"
14. "Day Too Soon"
15. "Soon We'll Be Found"

## Fechas de la Gira
| Fecha                | Ciudad           | País           | Lugar                     |
| -------------------- | ---------------- | -------------- | ------------------------- |
| Norteamérica         |                  |                |                           |
| 10 de abril de 2010  | Vancouver        | Canadá         | Commodore Ballroom        |
| 12 de abril de 2010  | Seattle          | Estados Unidos | Showbox at the Market     |
| 13 de abril de 2010  | Portland         | Estados Unidos | Wonder Ballroom           |
| 14 de abril de 2010  | San Francisco    | Estados Unidos | Regency Ballroom          |
| 17 de abril de 2010  | Indio            | Estados Unidos | Empire Polo Club          |
| 19 de abril de 2010  | San Diego        | Estados Unidos | House of Blues            |
| 20 de abril de 2010  | Tempe            | Estados Unidos | Marquee Theatre           |
| 22 de abril de 2010  | Englewood        | Estados Unidos | Gothic Theatre            |
| 24 de abril de 2010  | Minneapolis      | Estados Unidos | Fine Line Music Cafe      |
| 25 de abril de 2010  | Chicago          | Estados Unidos | The Vic Theatre           |
| 26 de abril de 2010  | Detroit          | Estados Unidos | Saint Andrew's Hall       |
| 28 de abril de 2010  | Toronto          | Canadá         | Phoenix Concert Theatre   |
| 30 de abril de 2010  | Montreal         | Canadá         | Club Soda                 |
| 1 de mayo de 2010    | Boston           | Estados Unidos | House of Blues            |
| 2 de mayo de 2010    | Philadelphia     | Estados Unidos | Theatre of Living Arts    |
| 4 de mayo de 2010    | Washington D. C. | Estados Unidos | 9:30 Club                 |
| 5 de mayo de 2010    | Northampton      | Estados Unidos | Pearl Street Ballroom     |
| 6 de mayo de 2010    | New York City    | Estados Unidos | Terminal 5                |
| 7 de mayo de 2010    | Richmond         | Estados Unidos | National Theater          |
| 8 de mayo de 2010    | Baltimore        | Estados Unidos | Rams Head Live!           |
| Europa               |                  |                |                           |
| 12 de mayo de 2010   | Copenhagen       | Dinamarca      | Vega                      |
| 15 de mayo de 2010   | Lille            | Francia        | L'Aéronef                 |
| 16 de mayo de 2010   | Brussels         | Bélgica        | Ancienne Belgique         |
| 17 de mayo de 2010   | Utrecht          | Países Bajos   | Vredenburg Leidsche Rijn  |
| 18 de mayo de 2010   | París            | Francia        | L'Olympia                 |
| 27 de mayo de 2010   | London           | Reino Unido    | Roundhouse                |
| Australasia          |                  |                |                           |
| 21 de enero de 2011  | Auckland         | Nueva Zelanda  | Mount Smart Stadium       |
| 23 de enero de 2011  | Gold Coast       | Australia      | Gold Coast Parklands      |
| 26 de enero de 2011  | Sídney           | Australia      | Sydney Showground Stadium |
| 27 de enero de 2011  | Sídney           | Australia      | Sydney Showground Stadium |
| 30 de enero de 2011  | Melbourne        | Australia      | Flemington Racecourse     |
| 1 de febrero de 2011 | Melbourne        | Australia      | Palais Theatre            |
| 2 de febrero de 2011 | Sídney           | Australia      | Enmore Theatre            |
| 4 de febrero de 2011 | Adelaida         | Australia      | Adelaide Showground       |
| 6 de febrero de 2011 | Perth            | Australia      | Claremont Showground      |
| 8 de febrero de 2011 | Adelaide         | Australia      | Thebarton Theatre         |

### Festivales and otras presentaciones
- Este concierto fue parte del "Coachella Valley Music and Arts Festival"[21]
- Este concierto fue parte del "Big Day Out"[22]

### Cancelaciones y shows reprogramados
| Fecha                 | Ciudad                | Lugar             | Razón                                                             |
| --------------------- | --------------------- | ----------------- | ----------------------------------------------------------------- |
| 5 de mayo de 2010     | Baltimore, Maryland   | Rams Head Live!   | reprogramado al 8 de mayo de 2010                                 |
| 12 de mayo de 2010    | Copenhagen, Dinamarca | Falkoner Teatret  | Movido a las Vegas                                                |
| 20 de mayo de 2010    | Berlín, Alemania      | Astra Kulturhaus  | Reprogramado para el 11 de octubre de 2010                        |
| 21 de mayo de 2010    | Hamburgo, Alemania    | Große Freiheit 36 | Reprogramado para el 10 de octubre de 2010                        |
| 23 de mayo de 2010    | Múnich, Alemania      | Muffathalle       | Reprogramado para el 12 de octubre de 2010                        |
| 24 de mayo de 2010    | Stuttgart, Germany    | Theaterhaus       | Reprogramado para el 13 de octubre de 2010                        |
| 25 de mayo de 2010    | Colonia, Alemania     | Gloria-Theater    | Reprogramado para el 14 de octubre de 2010 y movido a Essigfabrik |
| 6 de octubre de 2010  | Londres, Inglaterra   | Troxy             | Cancelado                                                         |
| 10 de octubre de 2010 | Hamburgo, Alemania    | Große Freiheit 36 | Cancelado                                                         |
| 11 de octubre de 2010 | Berlín, Alemania      | Astra Kulturhaus  | Cancelado                                                         |
| 12 de octubre de 2010 | Múnich, Alemania      | Muffathalle       | Cancelado                                                         |
| 13 de octubre de 2010 | Stuttgart, Alemania   | Theaterhaus       | Cancelado                                                         |
| 14 de octubre de 2010 | Colonia, Alemania     | Essigfabrik       | Cancelado                                                         |

### Recaudación
| Lugar                  | Ciudad           | Boletos vendidos / disponibles | Gross revenue |
| ---------------------- | ---------------- | ------------------------------ | ------------- |
| House of Blues         | San Diego        | 1050 / 1050 (100%)             | $23 826       |
| Gothic Theatre         | Englewood        | 883 / 1000 (88%)               | $17 404       |
| The Vic Theatre        | Chicago          | 1376 / 1376 (100%)             | $29 584       |
| Club Soda              | Montreal         | 902 / 902 (100%)               | $21 071       |
| Saint Andrew's Hall    | Detroit          | 587 / 818 (72%)                | $9860         |
| Theatre of Living Arts | Philadelphia     | 626 / 1,000 (63%)              | $11 786       |
| 9:30 Club              | Washington D. C. | 1200 / 1200 (100%)             | $30 000       |
| TOTAL                  | TOTAL            | 6624 / 7346 (90%)              | $143 531      |